# 牧夫座BP

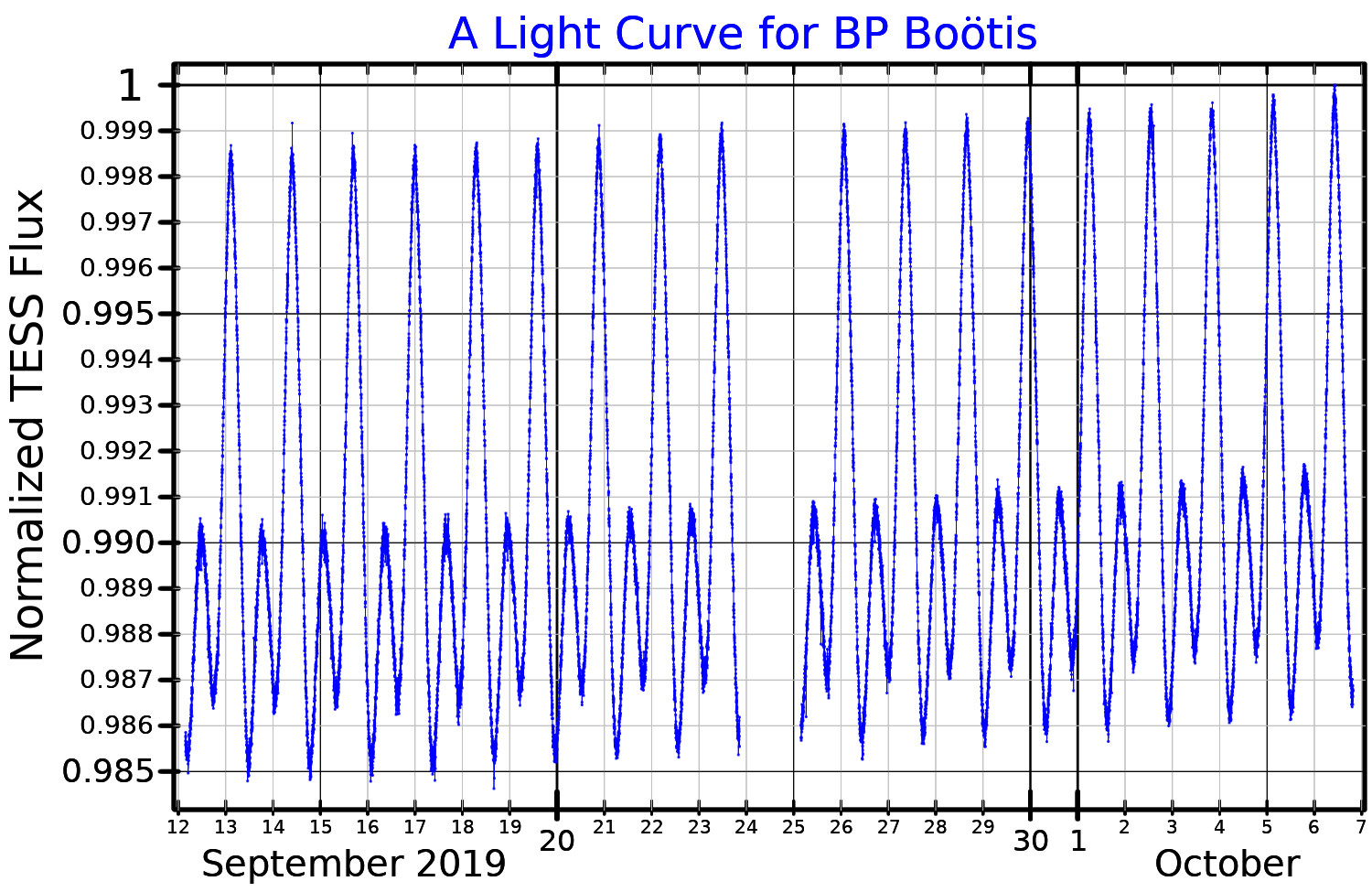
牧羊座BP光度曲線圖，是根據凌日系外行星巡天衛星(TESS)資料所繪製而成

牧夫座BP，又名BD+52 1898，HD 140728、SAO 29628、HR 5857，是牧夫座的一颗恒星，视星等为5.51，位于銀經83.25，銀緯49.42，其B1900.0坐标为赤經15h 40m 7.5s，赤緯+52° 49.42′ 35″。